# Saint-Nazaire-les-Eymes
Saint-Nazaire-les-Eymes is een gemeente in het Franse departement Isère (regio Auvergne-Rhône-Alpes). De plaats maakt deel uit van het arrondissement Grenoble. De gemeente is in 1790 ontstaan door samenvoeging van Saint-Jean de Cleymes (thans de woonkern: Les Eymes) en Saint-Nazaire. Saint-Nazaire-les-Eymes telde op 1 januari 2022 3.013 inwoners. 

## Geografie
De oppervlakte van Saint-Nazaire-les-Eymes bedroeg op 1 januari 2022 8,49 vierkante kilometer; de bevolkingsdichtheid was toen 354,9 inwoners per km². De gemeente ligt aan de oostflank van de Chartreuse. De woonkern Les Eymes vormt een belangrijke toegang tot het bergmassief; in noordwestelijke richting loopt een kronkelweg naar Saint-Pierre-de-Chartreuse.
Het oppervlak van de gemeente valt in drie delen uiteen:
- 250 ha ligt op de berg (tot 1738 m);
- 300 ha ligt op een plateau, met veel bewoning; hier ligt de woonkern Les Eymes;
- 300 ha ligt in het dal van de Isère; hier ligt de woonkern Saint-Nazaire.

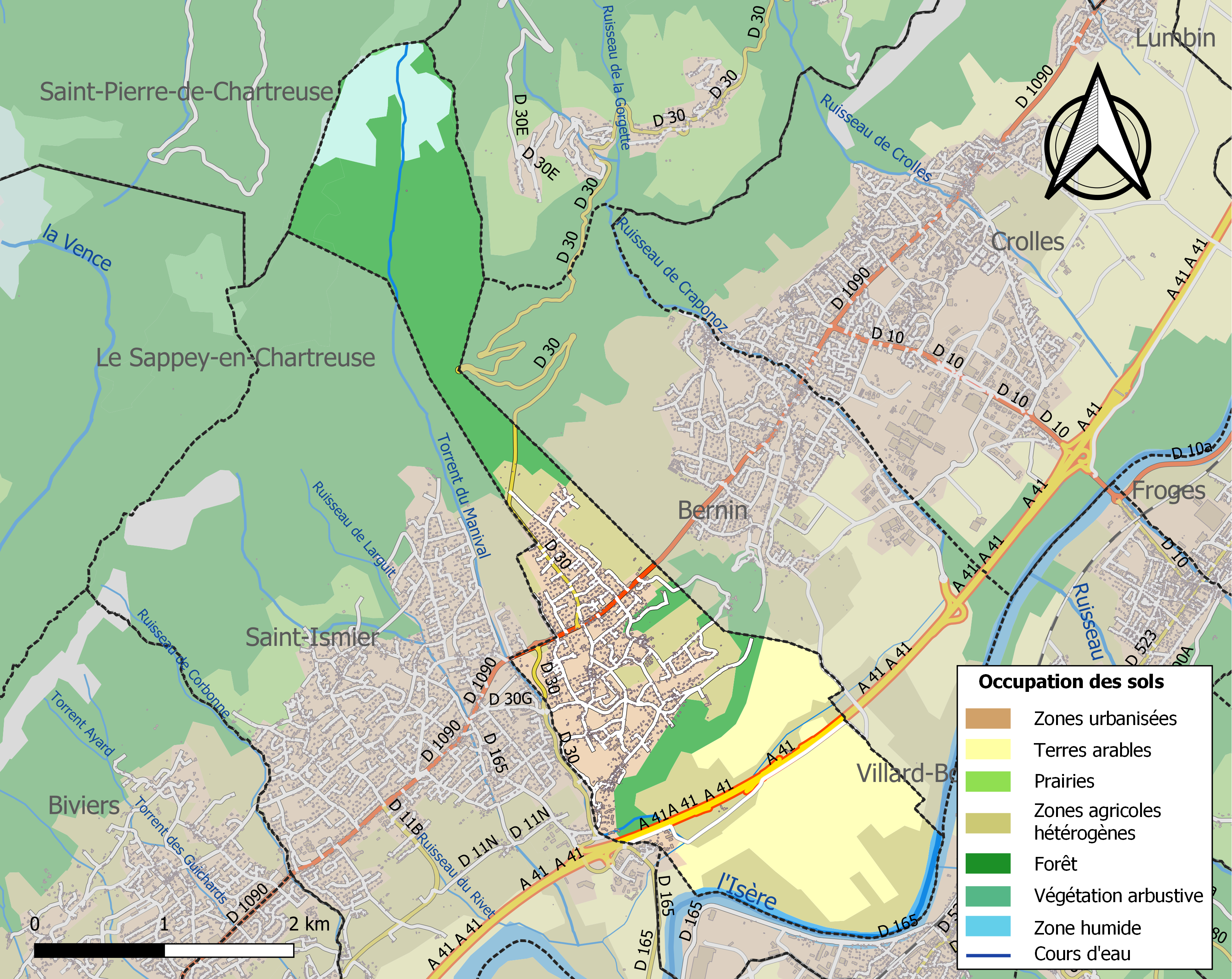
Kaart van de gemeente met de belangrijkste infrastructuur, bodemgebruik en omliggende gemeenten

## Demografie
Onderstaande figuur toont het verloop van het inwonertal (bron: INSEE-tellingen).